# Villemaur-sur-Vanne
Villemaur-sur-Vanne is een plaats en voormalige gemeente in het Franse departement Aube in de regio Grand Est. De plaats maakt deel uit van het arrondissement Troyes.
De kerk Notre-Dame-de l'Assomption is een voormalige kapittelkerk gebouwd in de 13e eeuw. Topstuk in de kerk is het houten, gebeeldhouwde doksaal uit 1521.

## Geschiedenis
De gemeente maakte deel uit van het kanton Estissac totdat dit op 22 maart 2015 werd opgeheven en de gemeenten werden opgenomen in het aangrenzende kanton Aix-en-Othe. Op 1 januari 2016 fuseerde Villemaur-sur-Vanne met de gemeenten Aix-en-Othe en Palis tot de commune nouvelle Aix-Villemaur-Palis.

## Geografie
De oppervlakte van Villemaur-sur-Vanne bedraagt 20,1 km², de bevolkingsdichtheid is 21,1 inwoners per km².
De onderstaande kaart toont de ligging van Villemaur-sur-Vanne met de belangrijkste infrastructuur en aangrenzende gemeenten.

## Demografie
Onderstaande figuur toont het verloop van het inwonertal.
Vanwege een beveiligingsprobleem met de MediaWiki Graph-software is het momenteel niet mogelijk deze grafiek weer te geven. Zodra de software is bijgewerkt zal de grafiek vanzelf weer zichtbaar worden.